# خورخي كالفو
خورخي كالفو (بالإسبانية: Jorge Calvo)‏ هو لاعب كرة قاعدة مكسيكي، ولد في 4 مارس 1938، وتوفي في 26 يناير 2009.